# Veit Rößner
Veit Rößner (* 26. August 1973 in Bamberg) ist ein deutscher Kinder- und Jugendpsychiater, Hochschullehrer und Klinikdirektor.

## Leben
Rößner studierte ab 1993 an der Friedrich-Alexander-Universität Erlangen-Nürnberg Humanmedizin. 2000 wurde er in Erlangen zum Dr. med. promoviert. Ab 2003 war er als wissenschaftlicher Assistent und Oberarzt bei Aribert Rothenberger an der Klinik für Kinder- und Jugendpsychiatrie der Georg-August-Universität Göttingen tätig. Dort schloss er 2006 die Ausbildung zum Facharzt für Kinder- und Jugendpsychiatrie und -psychotherapie ab. 2008 habilitierte er sich  in Göttingen für Kinder- und Jugendpsychiatrie und -psychotherapie. Er ist seit 2009 Professor an der Technischen Universität Dresden und leitet seit dem 1. Juli 2009 als Direktor die Klinik und Poliklinik für Kinder- und Jugendpsychiatrie und -psychotherapie im Universitätsklinikum Carl Gustav Carus.
Er befasst sich mit Diagnostik, Behandlung und Ursachen von Tic-Störungen, Tourette-Syndrom, Aufmerksamkeitsdefizit-/Hyperaktivitätsstörungen und Zwangsstörungen. Unter seiner Mitwirkung entstanden die Europäischen Leitlinien zu Diagnostik und Behandlung von Tic-Störungen/Tourette-Syndrom. Er ist Mitglied des wissenschaftlichen Beirats der Tourette-Gesellschaft Deutschland und der European Society for the Study of Tourette Syndrome (ESSTS).